# Kirsten Block
Kirsten Block (* März 1960 in Karl-Marx-Stadt, lt. IMDb * 30. November 1959) ist eine deutsche Schauspielerin.

## Leben

### Ausbildung und Theater
Kirsten Block wuchs in einer Neubausiedlung in der Nähe des „Café Moskau“ in Karl-Marx-Stadt auf, wo sie die „EOS Karl-Marx“ besuchte. Im Alter von 17 Jahren stand sie in dem Theaterstück Die Nacht nach der Abschlussfeier erstmals auf einer Theaterbühne. Ihr Schauspielstudium absolvierte sie von 1979 bis 1982 an der Hochschule für Schauspielkunst in Berlin-Schöneweide. Ihr erstes Theaterengagement erhielt sie 1982 am Theater Annaberg. Ab der Spielzeit 1984/85 war sie bis 1989 Mitglied am Berliner Ensemble, wo sie u. a. die Seeräuber-Jenny in Brecht/Weills Die Dreigroschenoper (Regie: Manfred Wekwerth) spielte. Anschließend trat sie als Gast an verschiedenen westdeutschen Bühnen auf. Sie hatte Engagements am Theater am Turm in Frankfurt am Main (Spielzeit 1991/92), am Theater Bremen (1993) und am Niedersächsischen Staatstheater Hannover (1994/95). 1995 gastierte sie bei den Wiener Festwochen als Betty Dullfeet in Der aufhaltsame Aufstieg des Arturo Ui in einer Inszenierung von Konstanze Lauterbach.

### Film und Fernsehen in der DDR
In der Spätphase der DDR wirkte Block in TV-Serien, TV-Filmen und in DEFA-Produktionen mit. Ihre Regisseure waren u. a. Achim Hübner und Günter Meyer. Ihr Fernsehdebüt gab sie 1983 in Kurt Veths fünfteiliger DDR-Fernsehproduktion Martin Luther, mit Ulrich Thein und Friedo Solter in den Hauptrollen. In der erfolgreichen Kinderserie Spuk von draußen (1987) war sie die Regieassistentin Christa Mühle. Besonders ihre Rolle der anfangs distanzierten, später jedoch emotional beteiligten Journalistin Marga in Michael Kanns für die DEFA realisierter Beziehungskomödie Die Entfernung zwischen dir und mir und ihr (1988) machte sie bekannt.

### Nach der friedlichen Revolution
Nach der friedlichen Revolution in der DDR erhielt Block relativ schnell größere Rollen im bundesdeutschen Film und Fernsehen und konnte so an ihre in der DDR begonnene Karriere fast nahtlos anknüpfen. Mittlerweile wirkte Block in fast 130 Kino- und Fernsehproduktionen mit.
In der Kino-Koproduktion Frei nach Plan (2007) von Franziska Meletzky spielte Block Marianne, eine von drei Schwestern, in einem 2000-Seelen-Nest an der Saale lebend, die niemals den Absprung geschafft hat, und die anlässlich der Geburtstagsfeier ihrer alkoholkranken Mutter ihre als Rocksängerin gescheiterte Schwester Anne wiedertrifft. Für ihre Rolle im Film Frei nach Plan wurde sie beim Internationalen Filmfestival Shanghai 2007 gemeinsam mit Corinna Harfouch, Dagmar Manzel und Christine Schorn als beste Schauspielerin ausgezeichnet.
Im Kinofilm Der Baader Meinhof Komplex (2008) war sie Ignes Ponto, die Witwe des von RAF-Terroristen ermordeten Bankiers Jürgen Ponto. Weitere Kinorollen hatte sie in Lila Lila (2009, als Chef-Lektorin, an der Seite von Daniel Brühl), in dem Melodram In der Welt habt ihr Angst (2011, als Mutter eines heroinsüchtigen Musikers, an der Seite von Axel Prahl), in der Literaturverfilmung Die Bücherdiebin (2013, als Rot-Kreuz-Schwester Frau Heinrich) und in der Filmkomödie Der Nanny (2015, als Schuldirektorin, an der Seite von Matthias Schweighöfer).
In dem zweiteiligen für das ZDF entstandenen Spionage-Drama Deckname Luna (2012) spielte Block, in einer Mutterrolle, als SED-Parteimitglied Elisabeth Reinhardt eine typische Repräsentantin des DDR-Alltags, deren Familie nach der „Republikflucht“ des Großvaters ins Visier der Staatssicherheit gerät. In der für den MDR produzierten TV-Doku Emmy Göring – Die First Lady der Nazis (2015) stellte Kirsten Block in den Spielszenen die spätere Ehefrau von Hermann Göring, Emmy Sonnemann, dar. Im 7. Film der Lotta-Filmreihe des ZDF, Lotta & der schöne Schein (2019), verkörperte Block in einer Nebenrolle die Berliner Praxisärztin Dr. Gloria Rubens, die Chefin der weiblichen Hauptfigur Lotta (Josefine Preuß). In der Rosamunde-Pilcher-Verfilmung Von Tee und Liebe (Erstausstrahlung: Januar 2020) verkörperte Block die um ihr Lebenswerk kämpfende Jane Morgan, die Inhaberin der einzigen Teeplantage Englands. In der ZDF-Serie Fritzie – Der Himmel muss warten (2020/21) hatte sie eine feste Serienrolle als behandelnde Ärztin einer an Brustkrebs erkrankten Lehrerin.

### Tatort-Auftritte
Zwischen 1993 und 2014 hatte Block in der ARD-Krimireihe Tatort insgesamt 10 Auftritte in verschiedenen Haupt- und Nebenrollen.
Im Leipziger Tatort: Waidmanns Heil (Erstausstrahlung: Februar 2004) war sie Birgit Sofsky, die Inhaberin eines Reisebüros und Ehefrau eines ermordeten Immobilieninvestors, die nicht gut auf ihren Mann zu sprechen war, da dieser sich seit einiger Zeit mit einer jungen Kellnerin vergnügte. Im SWR-Tatort: Der Lippenstiftmörder (Erstausstrahlung: August 2006) spielte sie die Apothekerin Inge Schmehler, die Mutter einer 16-jährigen getöteten Schülerin. Im Tatort: Das letzte Rennen (Erstausstrahlung: Oktober 2006) des Frankfurter Ermittlerteams Dellwo und Sänger spielte sie eine Hauptrolle, Irene Ferber, die Putzfrau einer Kirchengemeinde, die während ihrer Kindheit in der DDR als Biathletin von ihrem Trainer gedopt wurde und davon schwere gesundheitliche Schäden davon getragen hat, und die sich nun auf einem Rachefeldzug befindet.
Im Tatort: Bevor es dunkel wird (Erstausstrahlung: November 2007) hatte sie, neben Fritz Karl, eine der Hauptrollen; sie verkörperte Regina Schottmüller, die Inhaberin eines Sanitätshauses, die die Frankfurter Mittagstafel werbewirksam unterstützt und ein Verhältnis mit dem Leiter der Tafel hatte, von dem sie schwanger wurde. Im RBB-Tatort: Edel sei der Mensch und gesund (Erstausstrahlung: April 2011) war sie die Caféhausbesitzerin Susanne Richthofen, zu der Kriminalhauptkommissar Till Ritter (Dominic Raacke) sich hingezogen fühlt, und deren krankes Kind regelmäßig von der Praxis des tatverdächtigen Arztes Schmuckler behandelt wurde. In einem weiteren Kölner Tatort, dem Tatort: Auskreuzung (Erstausstrahlung: September 2011), verkörperte sie die Chefsekretärin Vera Breitkreutz, die Ehefrau des Team-Leiters in einem Kölner Gentechnik-Forschungslabor.
In den beiden Tatort-Folgen des Erfurter Ermittlerteams Funck, Schaffert und Grewel, Kalter Engel (Erstausstrahlung: November 2013) und Der Maulwurf (Erstausstrahlung: Dezember 2014) übernahm sie die Rolle der Kriminaldirektorin Petra Fritzenberger.

### Mitwirkung in Krimireihen
Block wirkte in Haupt- und Nebenrollen in allen bekannten Krimireihen und in Episodenhauptrollen in zahlreichen Krimiserien mit. Eine durchgehende Serienhauptrolle hatte sie 2012–2014 als Polizeioberkommissarin Marianne Klug in der Vorabendserie Heiter bis tödlich: Hauptstadtrevier (mit Friederike Kempter als Partnerin).
Mehrfach hatte sie Rollen in der Krimireihe Polizeiruf 110. Im Polizeiruf 110: Der Riß (Erstausstrahlung: April 1991) spielte sie die schwangere Betriebsärztin Dr. Susanne Hecht, die Opfer eines Gewaltanschlags wird, den ihr Ex-Liebhaber aus Eifersucht und gekränkter Eitelkeit verübt hat. Im Polizeiruf 110: Tod in der Bank (Erstausstrahlung: Mai 2007) war sie die Bankangestellte Anita Arndt, die herausfindet, dass ihr Kollege sich an fremdem Kapital bereichert hatte, und die, nachdem sie selbst überführt worden ist, aus Verzweiflung Selbstmord begeht. Im Polizeiruf 110: Im Schatten (Erstausstrahlung: Oktober 2016) verkörperte sie Heike Angerer, die krebskranke Ehefrau eines Zoll-Einsatzleiters, die teure Medikamente benötigt, die ihre Krankenkasse nicht bezahlt.
In der ZDF-Krimireihe Ein starkes Team spielte sie in der Folge Der Verdacht (Erstausstrahlung: Januar 2004) die Taxifahrerin Iris Eigel, die Hauptkommissarin Verena Berthold (Maja Maranow) nach einer Geburtstagsfeier mit ihren Kollegen nach Hause fährt, ihr jedoch aus unbekannten Gründen kein Alibi bestätigt.
In der Auftaktfolge der ZDF-Krimireihe Stralsund mit dem Titel Mörderische Verfolgung (Erstausstrahlung: März 2009) war sie die eine Frau liebende Hauptkommissarin Susanne Winkler, die von Entführern als Geisel genommen und erschossen wird. In dieser Rolle war sie auch in der Folge Der Anschlag (Erstausstrahlung: Dezember 2015) noch einmal zu sehen, als sie der Hauptfigur Kriminalkommissarin Nina Petersen (Katharina Wackernagel) in „wilden Flashbacks“ noch einmal erscheint.
Im Wilsberg-Krimi Mundtot (Erstausstrahlung: März 2014) verkörperte sie die korrupte Münsteraner Unternehmerin und Sportsponsorin Christa Sieland, die durch einen großangelegten Steuerbetrug ihr marodes Unternehmen sanieren konnte.
In der Fernsehkrimireihe Der Tel-Aviv-Krimi spielte Block im ersten Film der Reihe mit dem Titel Tod in Berlin (Erstausstrahlung: März 2016) die nach 12-jähriger Ehe wieder alleinstehende Kriminalrätin Vera Schubert, die Chefin der Polizeiermittlerin Sara Stein (Katharina Lorenz).
In der ZDF-Krimireihe Neben der Spur war sie in der Folge Todeswunsch (Erstausstrahlung: November 2016) in einer Nebenrolle als später ermordete Vertrauenslehrerin Roth zu sehen. In der 2. Staffel der Krimi-Serie Die Spezialisten – Im Namen der Opfer (2017) spielte sie, mit Michael Rotschopf und Steffen Münster als Partnern, eine tatverdächtige Ehefrau, die die Geliebte ihres Mannes getötet hat. In der 14. Staffel der ZDF-Serie Der Staatsanwalt (2019) übernahm sie ebenfalls eine der Episodenhauptrollen als loyale Chefsekretärin einer „wirtschaftlich angeschlagenen“ Unternehmerin, die in den Vorruhestand abgeschoben werden soll.
In der ZDF-Krimireihe Das Quartett: Der lange Schatten des Todes (2019) spielte Block die Noch-Ehefrau des ehemaligen Großbäckereibetreibers Franko Bleich, dessen neue Lebensgefährtin Esther Korff (Anneke Kim Sarnau) sich mit ihr sogar anfreundet.

### Privates
Kirsten Block lebt in Berlin.

## Filmografie

### Kinofilme
- 1988: Die Entfernung zwischen dir und mir und ihr
- 1989: Ein brauchbarer Mann
- 1993: Krücke
- 1999: Helden wie wir
- 2000: Otto – Der Katastrofenfilm
- 2003: Tal der Ahnungslosen
- 2004: Nachbarinnen
- 2004: Folge der Feder!
- 2005: Im Schwitzkasten
- 2005: One Day in Europe
- 2006: Wie Licht schmeckt
- 2007: Frei nach Plan
- 2008: Selbstgespräche
- 2008: Der Baader Meinhof Komplex
- 2008: Der Vorleser
- 2009: Lila, Lila
- 2010: Friendship!
- 2011: In der Welt habt ihr Angst
- 2012: Barbara
- 2013: Die Bücherdiebin (The Book Thief)
- 2014: Miss Sixty
- 2014: Phoenix
- 2015: Der Nanny
- 2018: Mute

### Fernsehfilme
- 1988: Kai aus der Kiste
- 1993: Ein Mord danach
- 1993: Stunde der Füchse
- 1997: Der Kindermord
- 1998: Move on Up
- 1999: Doppeltes Dreieck
- 2000: Das gestohlene Leben
- 2000: Mutter wider Willen
- 2002: Pigs Will Fly
- 2004: Experiment Bootcamp
- 2004: Liebe auf Bewährung
- 2005: Der Mörder meines Vaters
- 2006: Schuld und Rache
- 2006: Die Liebe kommt selten allein
- 2006: Tornado – Der Zorn des Himmels
- 2006: Meine Tochter, mein Leben
- 2008: Willkommen zuhause
- 2008: Mein Mann, der Trinker
- 2008: Wir sind das Volk – Liebe kennt keine Grenzen
- 2008: Liebe im Halteverbot
- 2009: Liebe ist Verhandlungssache
- 2009: Faktor 8 – Der Tag ist gekommen
- 2010: Tod einer Schülerin
- 2011: Ein mörderisches Geschäft
- 2011: Es ist nicht vorbei
- 2011: Inklusion – gemeinsam anders
- 2012: Mittlere Reife
- 2012: Wunschkind
- 2012: Deckname Luna
- 2014: Kommissar Marthaler – Partitur des Todes
- 2015: Unterm Radar
- 2020: Schönes Schlamassel
- 2024: Für immer Freibad

### Fernsehserien und Fernsehreihen
- 1987: Spuk von draußen (8 Folgen)
- 1991: Polizeiruf 110: Der Riß
- 1993: Tatort: Verbranntes Spiel
- 1994: Die Kommissarin (Folge Der einsame Wolf)
- 1995: Freunde fürs Leben (Folge Doppelgänger)
- 1995: A.S. – Gefahr ist sein Geschäft (Folge Bitte töte ihn)
- 1996: Heimatgeschichten (Folge Familienbande)
- 1996: Praxis Bülowbogen (Folge Einsame Menschen)
- 1999–2001: Herzschlag – Das Ärzteteam Nord
- 2000: Forsthaus Falkenau (Folge Falsche Liebe)
- 2002: Alarm für Cobra 11 – Die Autobahnpolizei (Folge Späte Rache)
- 2002: Polizeiruf 110: Wandas letzter Gang
- 2003: In aller Freundschaft (Folge Ein letzter Blick zurück)
- 2004: Tatort: Waidmanns Heil
- 2004: Ein starkes Team: Der Verdacht
- 2005: Tatort: Minenspiel
- 2006: Tatort: Der Lippenstiftmörder
- 2006: Tatort: Das letzte Rennen
- 2007: Tatort: Bevor es dunkel wird
- 2007: Polizeiruf 110: Tod in der Bank
- 2008: Notruf Hafenkante (Folge Große Freiheit)
- 2009: Der Staatsanwalt (Folge Tödliche Erkenntnis)
- 2009: Stralsund: Mörderische Verfolgung
- 2009: Bloch: Tod eines Freundes
- 2011: Der letzte Bulle (Folge Kita des Grauens)
- 2011: Tatort – Auskreuzung
- 2011: Tatort: Edel sei der Mensch und gesund
- 2012–2014: Heiter bis tödlich: Hauptstadtrevier
- 2013: Tatort: Kalter Engel
- 2014: Tatort: Der Maulwurf
- 2014: Kommissar Marthaler – Partitur des Todes
- 2014: Wilsberg: Mundtot
- 2015: SOKO Köln (Folge Partitur eines Todes)
- 2016: Der Tel-Aviv-Krimi – Tod in Berlin
- 2016: Einfach Rosa – Verliebt, verlobt, verboten
- 2016: Die Chefin (Folge Familienlöscher)
- 2016: Polizeiruf 110: Im Schatten
- 2017: Morden im Norden (Folge Kinder des Lichts)
- 2017: Die Spezialisten – Im Namen der Opfer (Folge Große weite Welt)
- 2017: SOKO Stuttgart (Folge Frühlingsgefühle)
- 2018: Jenny – echt gerecht (Folge Fahrerflucht)
- 2018: Deutschland 86 (2 Folgen)
- 2019: Der Staatsanwalt (Folge Ein zweites Leben)
- 2019: Lotta & der schöne Schein
- 2019: Der Alte (Folge Das perfekte Opfer)
- 2019: SCHULD nach Ferdinand von Schirach (Folge Der kleine Mann)
- 2019: Das Quartett: Der lange Schatten des Todes
- 2020: Rosamunde Pilcher: Von Tee und Liebe
- 2020: Liebe.Jetzt! (Folge Rosa)
- 2020: Morden im Norden (Folge Aus gutem Hause)
- 2020–2021: Fritzie – Der Himmel muss warten
- 2021: Theresa Wolff – Home Sweet Home
- 2021: Der Zürich-Krimi: Borchert und der verlorene Sohn
- 2022: Freunde sind mehr – Viergefühl
- 2023: SOKO Stuttgart (Folge Sweet Sixty)
- 2023: Der Bergdoktor (Folge Der Weg zurück)
- 2023: Käthe und ich: Verbotene Liebe
- 2023: Rosamunde Pilcher: Wenn ich dich wiederfinde
- 2024: SOKO Köln (Folge Die Frau auf dem roten Fahrrad)
- 2025: Der Alte (Folge Der König von Maierbrunn)

## Theater
- 1980: Michail Schatrow: Blaue Pferde auf rotem Gras – Regie: Christoph Schroth (Berliner Ensemble)
- 1981: Carl Sternheim: Die Schule von Uznach (Schülerin) – Regie: Gertrud-Elisabeth Zillmer (Volksbühne Berlin – Sternfoyer)

## Hörspiele
- 1988: Stephan Göritz: Schluß der Vorstellung (Alice) – Regie: Bert Bredemeyer (Kriminalhörspiel – Rundfunk der DDR)
- 1993: Tankred Dorst: Merlin oder das wüste Land (Königin Ginevra) – Regie: Walter Adler (Hörspiel – MDR)
- 1993: Friedrich Wolf: Die Geschichte von Pit Pikus, dem Specht, und der Möwe Leila (Lilli) – Regie: Werner Buhss (Kinderhörspiel – DS Kultur)